# Breakout (finanza)

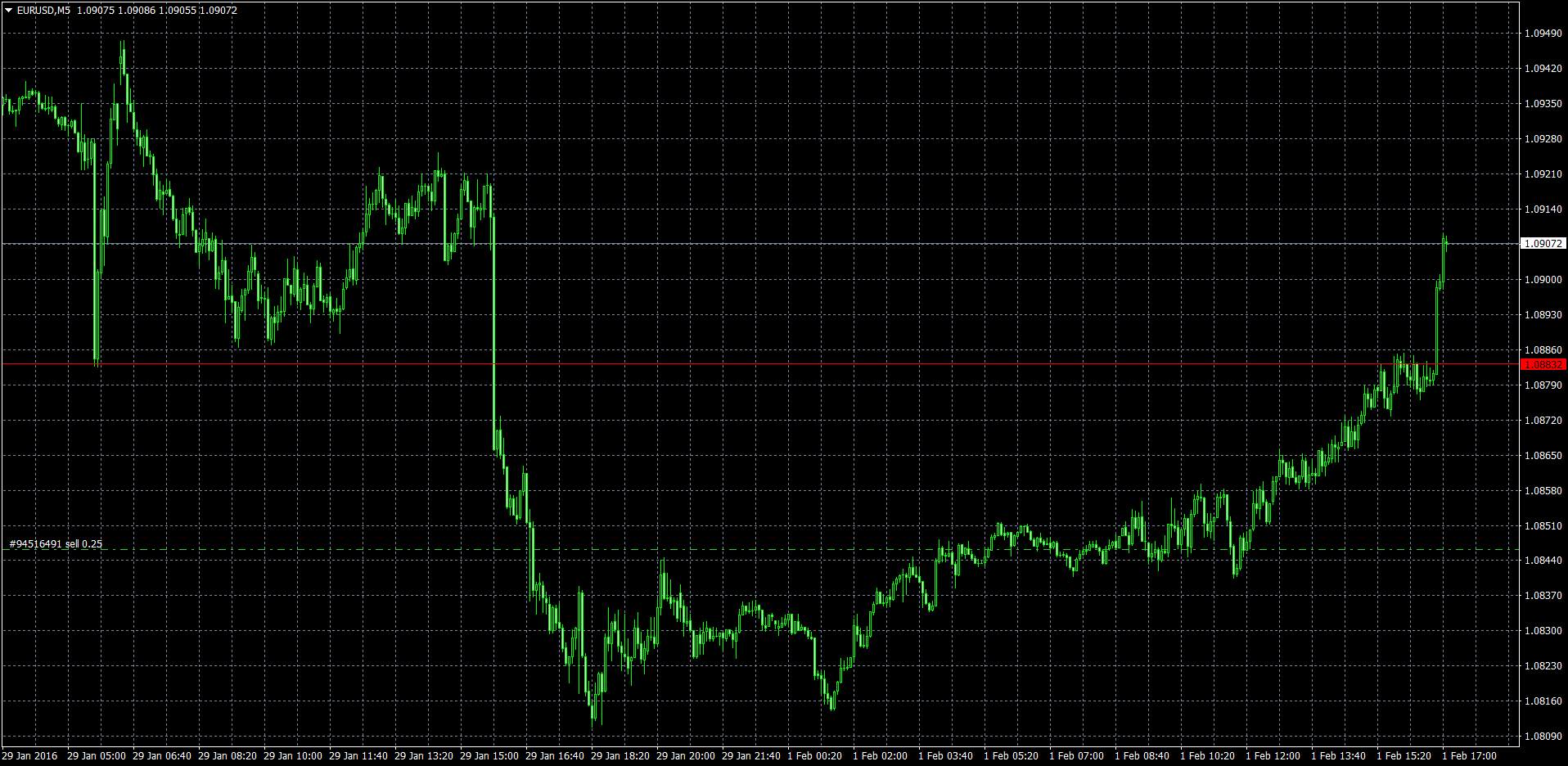
Rappresentazione di un brekout, su un grafico EUR/USD con periodicità 5 minuti. La linea rossa orizzontale rappresenta nella fattispecie un supporto che, una volta sfondato si trasforma in resistenza. Quest'ultima di nuovo sfondata con un altro breakout

In finanza, ed in particolare in analisi tecnica, si definisce breakout la situazione in cui un indicatore, si discosta dal suo trend, oppure supera una resistenza o sfonda un supporto.

## Descrizione
Solitamente i breakout si verificano in seguito a periodi di volatilità che comportano fasi stazionarie, in cui il benchmark oscilla tra un supporto e una resistenza. La rottura di queste strutture si verifica nei momenti in cui vengono registrati volumi elevati, ed in cui le transazioni portano a far lievitare o crollare il titolo. Spesso queste situazioni si verificano dopo la pubblicazione di news macroeconomiche (discorsi della "BCE - Banca Centrale Europea" e di "FDE - Federal Reserve", per quanto riguarda le politiche economiche che incidono direttamente sul cambio EUR/USD; pubblicazioni di dati di economia reale come indici di occupazione, di fiducia...). Esistono due tipi di breakout: di continuazione e di inversione. Il primo è un modello in cui dopo una fase di consolidamento, per esempio un canale, il benchmark sfonda la resistenza e prosegue nel suo trend rialzista, oppure sfonda il supporto e continua la fase ribassista. Il secondo si ha quando il benchmark, dopo una fase di consolidamento, rompe il livello (resistenza o supporto) per invertire il suo trend.